# Plouasne
Plouasne is een gemeente in het Franse departement Côtes-d'Armor, in de regio Bretagne. De plaats maakt deel uit van het arrondissement Dinan. Plouasne telde op 1 januari 2022 1.749 inwoners.

## Geografie
De oppervlakte van Plouasne bedroeg op 1 januari 2022 33,61 vierkante kilometer; de bevolkingsdichtheid was toen 52 inwoners per km².

De onderstaande kaart toont de ligging van Plouasne met de belangrijkste infrastructuur en aangrenzende gemeenten.

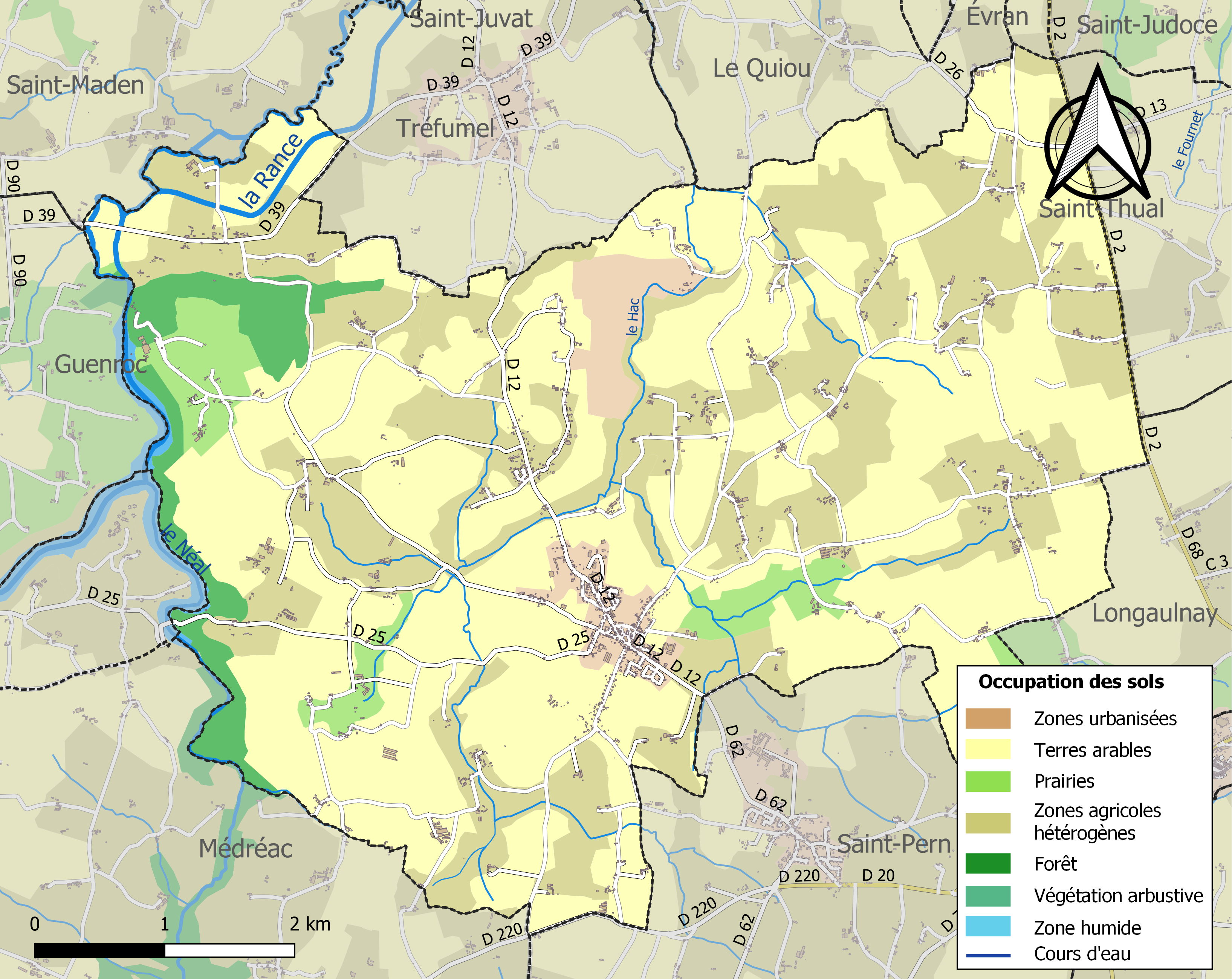

## Demografie
Onderstaande figuur toont het verloop van het inwonertal (bron: INSEE-tellingen).